# カルロス・モレル
カルロス･モレル（Carlos Morel、1813年2月12日 - 1894年9月10日）は、アルゼンチンの画家である。アルゼンチンで美術教育を受けて画家となった最初期の人物の一人である。

## 略歴
ブエノスアイレスで、スペイン人の商人のJosé María Morel y PérezとJuliana Miróの間に生まれた。父親は1825年に亡くなり、兄と父親の商売を継いで働いた。
ブエノスアイレス大学の美術学校に1827年に入学した。この美術学校の初代校長のスイス生まれの画家のホセ・グート(José Guth:1788-1850)と1826年から教授になったイタリア生まれのパブロ・カッチアニーガ(Pablo Caccianiga: 1798-1862) に学んだ。この学校で同時期に学んだ学生にはフェルナンド・ガルシア・デル・モリーノ(Fernando García del Molino: 1813-1899)がいる。
1837年にはアルゼンチンの指導的な文学者のマルコス・サストレ(Marcos Sastre: 1808-1887)によって有望な若手画家だと評された。モレルは肖像画や戦闘シーンなどを描き、1836年ころから版画作品も制作し、版画の分野でも評価された。
1842年2月にブラジルのリオデジャネイロに移り、5年ほどそこに滞在した。ブラジルはフランスの復古王政後に「フランス美術家使節団」を受け入れブラジル帝立美術アカデミー（Academia Imperial de Belas Artes）を設立し、ブラジル皇帝ペドロ2世（在位：1831年 - 1889年）も芸術の愛好家で、文化的な繁栄が見られていた。また当時のリオデジャネイロには1835年からのアルゼンチンのフアン・マヌエル・デ・ロサスの独裁体制を嫌ったアルゼンチンの知識人たちが多く滞在していた。リオデジャネイロでは発明されたばかりの写真の技術も学んだ。
1844年にブエノスアイレスに戻り、1845年に先住民の生活や風習を描いた版画集を出版した。
1870年にブエノスアイレス近郊の街、キルメスに移り、1894年にそこで亡くなった

## 作品

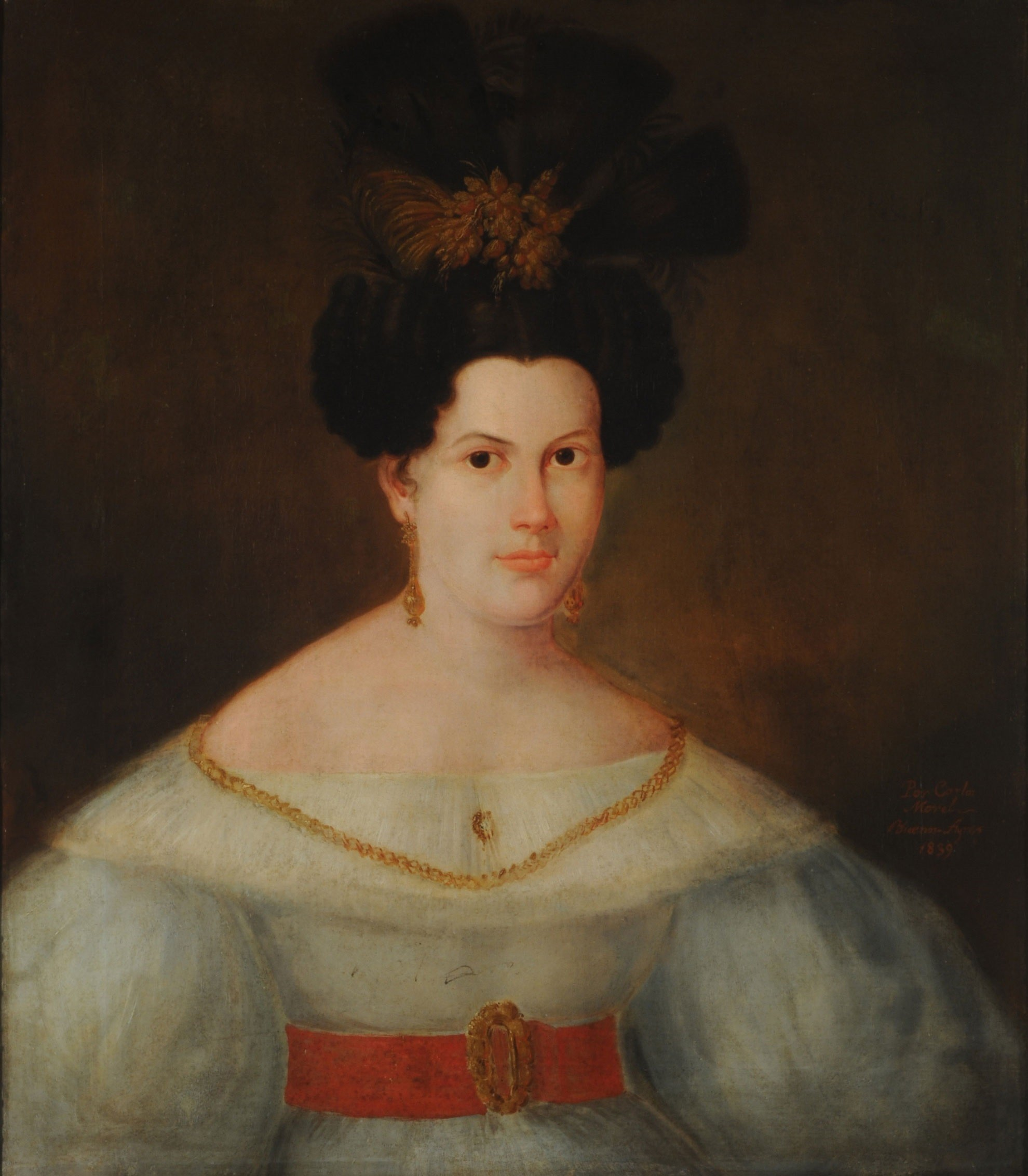
肖像画 (1839) アルゼンチン国立美術館
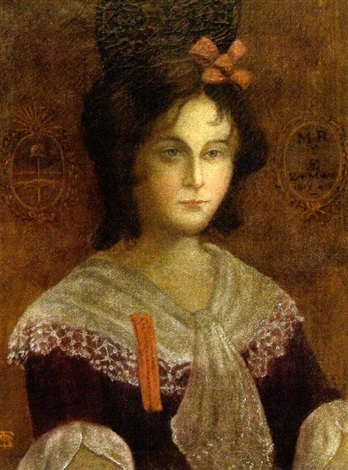
Manuelita Rosasの肖像 (1840)
版画作品 「正装したガウチョ」(1841)
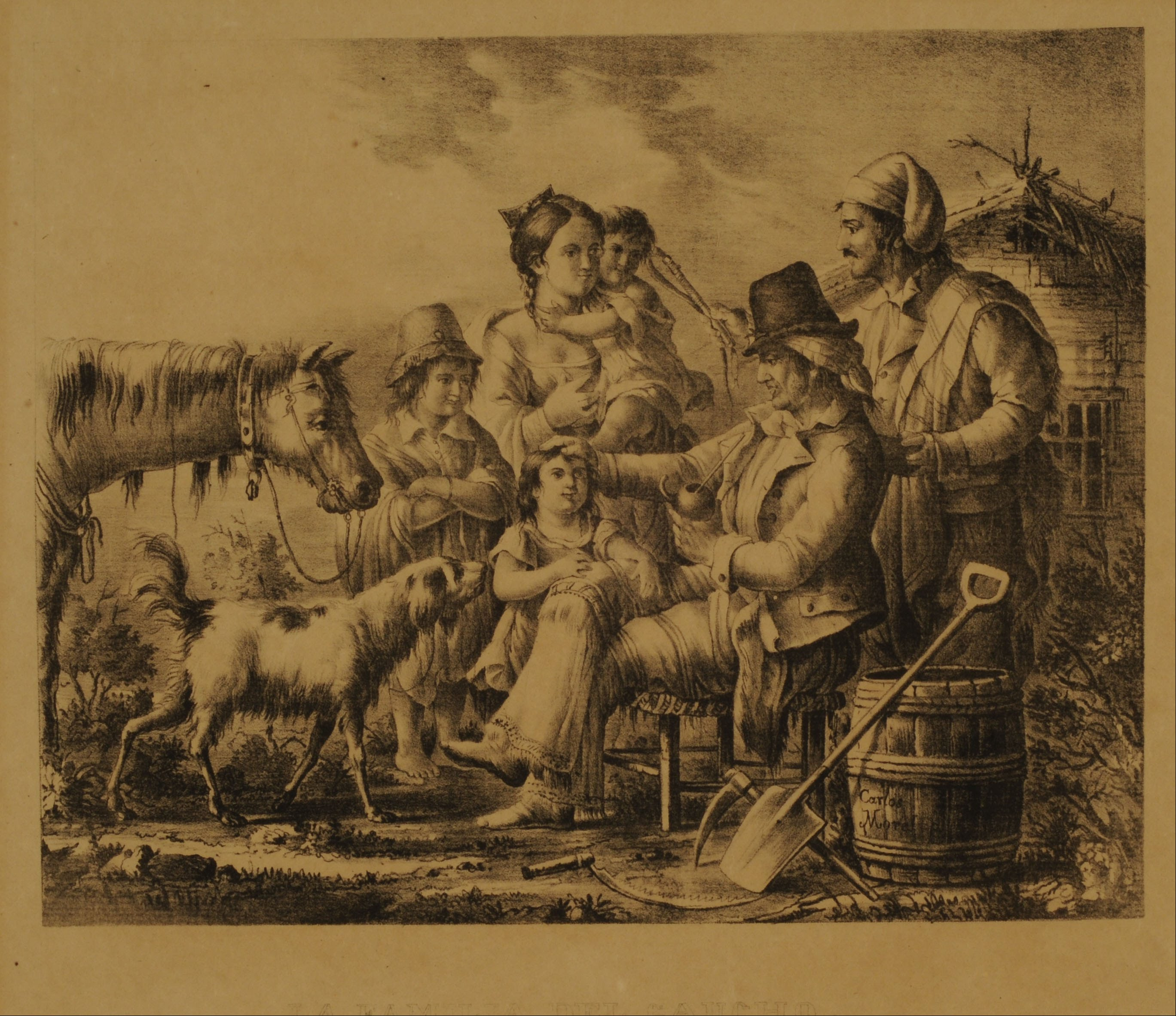
版画作品 「ガウチョの家族」(1841)

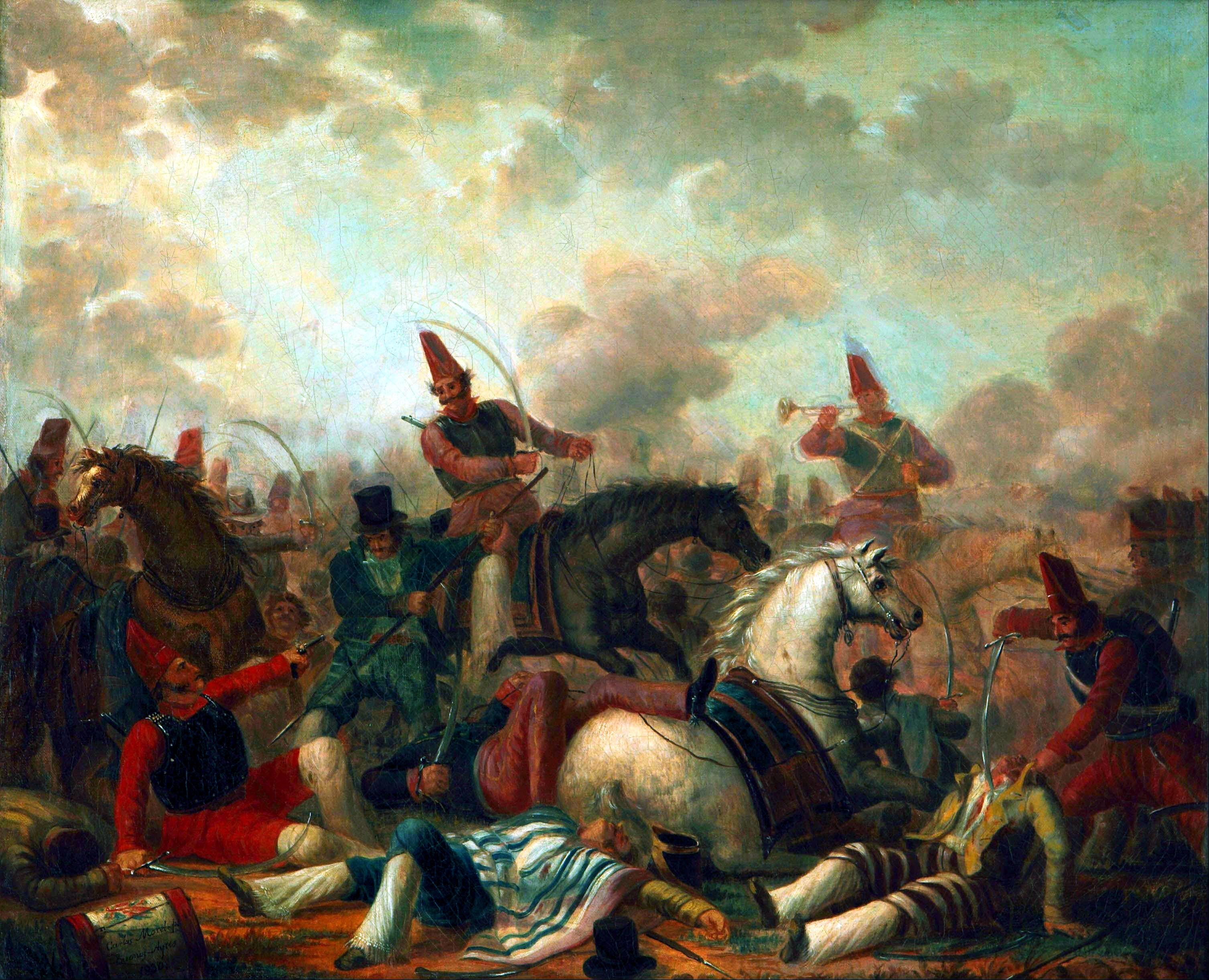
フアン・マヌエル・デ・ロサスの時代の騎兵の戦い(c.1839) アルゼンチン国立美術館
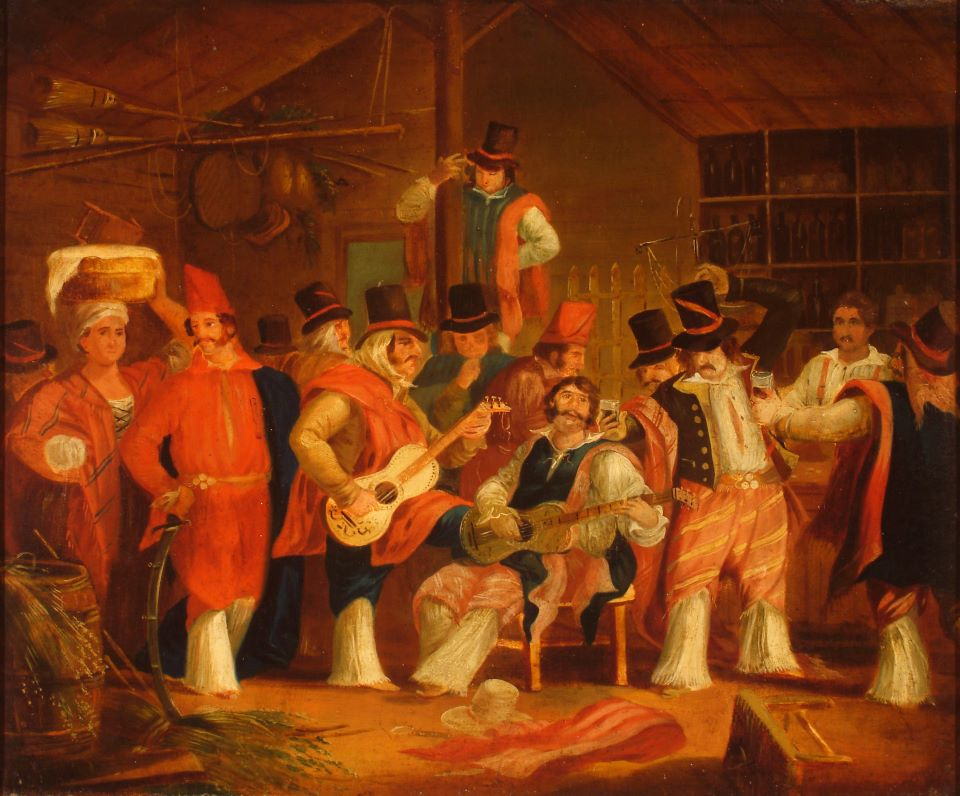
酒場のパジャドール アルゼンチン国立美術館
ブエノスアイレスの屋台市場 (1840)